# Moviola

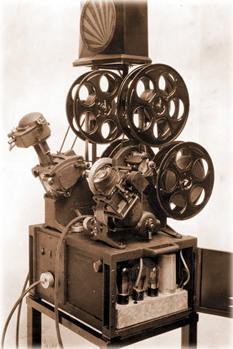
Uno dei primi esempi di macchina moviola

Moviola (pronuncia originale: [ˌmuːviˈoʊlə]; in italiano [moˈvjɔːla]) è il nome di un sistema elettromeccanico utilizzato per la visione rallentata di filmati.
Benché termine straniero entrato nella lingua italiana, per consuetudine si declina al femminile quando usata come sostantivo.
Il suo impiego è legato al montaggio cinematografico tradizionale, con stampa della copia di lavorazione e assemblaggio fisico della pellicola, per il quale la moviola veniva usata insieme a cineprese 16 mm.
In originale marchio registrato e nome proprio, con il tempo subì una progressiva volgarizzazione dovuta al suo utilizzo fuori dal campo cinematografico: il dispositivo, infatti, trovò larga fama in ambito sportivo, usata in televisione per l'analisi giornalistica degli eventi, soprattutto calcistici, controversi e perse quindi il carattere distintivo, tanto da venire usato come sostantivo anche per indicare tecnologie diverse da quella originale (videoregistratori a velocità variabile e delle telecamere da ENG, slow motion digitale, tutte tecnologie che di fatto hanno reso superata la moviola).

## Storia
Inventata negli Stati Uniti nel 1917 dall'ingegnere olandese Iwan Serrurier, la Moviola fu pensata in un primo momento come proiettore cinematografico destinato al grande pubblico.
A tal scopo la scelta del nome fu un evidente richiamo a Victrola, fonografo prodotto dalla Victor particolarmente popolare all'epoca, con il prefisso derivato da movie (inglese americano per film); Serrurier, infatti, riteneva che la sua invenzione avrebbe significato per la visione di film da casa ciò che Victrola significava allora per l'ascolto della musica fra le pareti domestiche (per dare sensazione di familiarità, per esempio, anche Moviola era dotata di un mobile in legno da arredamento come Victrola).
I primi modelli, tuttavia, non ebbero successo sul mercato per via soprattutto dei loro costi elevati (600 dollari nel 1920, pari all'incirca a 20 000 dollari odierni).
Nel 1924, su consiglio di un montatore dei Douglas Fairbanks Studios, Serrurier decise allora di adattare il dispositivo per il montaggio cinematografico.
Dopo la sua invenzione, la Moviola fu largamente usata da molti studi di produzione, tra i quali Universal Studios, Warner Bros., Charles Chaplin Studios, Buster Keaton Productions, Mary Pickford, Mack Sennett e Metro Goldwyn Mayer.
L'avvento del cinema sonoro, dei formati in 65 e 70 mm e la necessità di un'apparecchiatura di montaggio portatile durante la seconda guerra mondiale contribuirono alla grande crescita di mercato della Moviola.
Il figlio di Iwan Serrurier, Mark Serrurier, succedette alla guida della società nel 1946, e nel 1966 la vendette alla Magnasync Corporation (filiale della Craig Corporation) per tre milioni di dollari. Il nuovo presidente, L. S. Wayman, decise di triplicare la produzione e realizzò il progetto in meno di due anni.
Nel 1984 la Moviola fu venduta alla J & R Film Co., Inc. L'azienda è ancora attiva a Hollywood.

## Utilizzo
La Moviola permise ai montatori di studiare le singole inquadrature nelle salette, permettendo di scegliere i punti di taglio più adatti. Le Moviola verticali furono lo standard per il montaggio cinematografico negli Stati Uniti fino agli anni settanta, mentre in Europa la preferenza era per i modelli a sviluppo orizzontale poi adottati man mano anche negli USA.

## La rivoluzione del tavolo di montaggio Prevost (moviola orizzontale)
La prima moviola orizzontale al mondo fu realizzata alla fine degli anni dieci del Novecento dall’ingegnere italiano Attilio Prevost (1890-1954), fondatore insieme alla moglie Elena Lanzoni Prevost delle officine omonime, che brevettò un sistema di scorrimento della pellicola con moto continuo che utilizzava per la proiezione un prisma a compensazione ottica.
Uno di questi esemplari, il cui nome tecnico è "tavolo di montaggio", oppure "tavolo di sincronizzazione e montaggio" è esposto presso il Museo nazionale del cinema di Torino.
Fu una rivoluzione. Infatti a differenza delle "moviole verticali", che a Hollywood consegnavano il "final cut" esclusivamente in mano alla produzione, con il tavolo di montaggio Prevost (definito in seguito per estensione moviola), il regista poteva stare accanto al montatore, guardare l'immagine e partecipare a quella parte decisiva del processo di creazione del film che, in questo modo, diveniva pienamente opera d'autore.
Tale soluzione tecnologica fu subito preferita alla Moviola statunitense brevettata da Iwan Serrurier nel 1917 e divenne lo standard europeo.
Le Officine Prevost furono particolarmente apprezzate per la produzione di moviole per il montaggio cinematografico sia in Italia che all'estero, ed in seguito altre aziende avrebbero copiato la geniale idea dell'ingegner Prevost che era convinto che era la macchina che doveva adattarsi alle esigenze del montatore e non viceversa.
Orson Welles ordinò la sua prima moviola Prevost nel 1936.
All’inizio degli anni sessanta, comparvero le prime moviole Intercine. Negli anni del boom economico, nei quali cinema e televisione condividevano molte delle tecnologie legate alla produzione e alla fruizione dell’immagine, Intercine nacque per iniziativa di Luigi Balestrini, Anselmo Coradazzi e Luigi Vaghi, ex dipendenti Prevost e trovò rapidamente un proprio spazio in un mercato in grande espansione. Le moviole Intercine erano praticamente identiche alle moviole Prevost. L'unica differenza evidente era che le moviole Intercine erano di colore azzurrino, mentre le Prevost erano grigie.
Negli anni Sessanta, in pieno boom economico, non c'era azienda che non si dotasse di una moviola per uso interno, e avesse un addetto appositamente dedicato alla moviola. In RAI si utilizzavano quasi esclusivamente moviole Prevost.
All'inizio degli anni Ottanta c'erano 24 moviole Prevost nella sede di Milano e 60 in quella di Roma, mentre a Mediaset c'erano quasi esclusivamente moviole Intercine. Tutta la televisione della Jugoslavia era dotata di moviole Prevost. 
Le Officine Prevost, oltre ai modelli entrati in produzione, erano in grado di realizzare moviole progettate su misura del cliente. Per questo motivo e per l'alta affidabilità e qualità della produzione, l'azienda era molto richiesta dai principali cineasti oltre che da celebri ed esigenti clienti come il direttore d'orchestra Herbert von Karajan, i Beatles e il regista Orson Welles .
Rispetto alla produzione Prevost, le moviole Intercine si differenziavano, oltre che per una elevata qualità costruttiva, soprattutto per un altissimo livello di customizzazione, che consentiva al singolo cliente di avere una macchina pensata e costruita per le specifiche esigenze di un progetto. Apprezzate da registi e produttori, negli anni settanta del secolo scorso le moviole Intercine avevano acquisito un significativo spazio nella televisione pubblica italiana, al punto che la prima moviola utilizzata in studio dalla Domenica Sportiva era una 41SR dell’Intercine.. L’azienda nel frattempo si era ingrandita, aveva visto un nuovo socio entrare nel capitale e si era trasferita nel nuovo e più razionale stabilimento di Lainate.
Il successo ottenuto nella TV pubblica italiana, supportò la significativa espansione dell’azienda all’estero. Oltre alla TV svizzera, l’acquisizione della TV pubblica inglese tra i propri clienti, permise a Intercine di affermarsi in buona parte dei paesi del Commonwealth britannico, oltre che nelle Americhe.
La Intercine fu messa in liquidazione e cessò l'attività nel 1970.
In Italia la quota del mercato delle Officine Prevost nel settore delle moviole arrivò a superare, nel periodo di massima espansione, l'80% del totale.
La seconda parte degli anni 80 vide l’inizio della prima di molte rivoluzioni tecnologiche che hanno impattato il mondo della produzione televisiva e cinematografica nelle ultime decadi. Nel 1988 i diritti del marchio Intercine e la gamma prodotti vennero ceduti a Cinemeccanica, che ancora oggi li detiene.
Alla morte di Prevost la costruzione di moviole sempre più sofisticate (come quella combinata 16/35mm, che consentiva di cambiare il formato in pochi secondi), fu proseguita da suo nipote Attilio jr. che seguì il solco tracciato dallo zio, finché il sopraggiungere delle nuove tecnologie cinematografiche pose fine al mercato delle moviole.

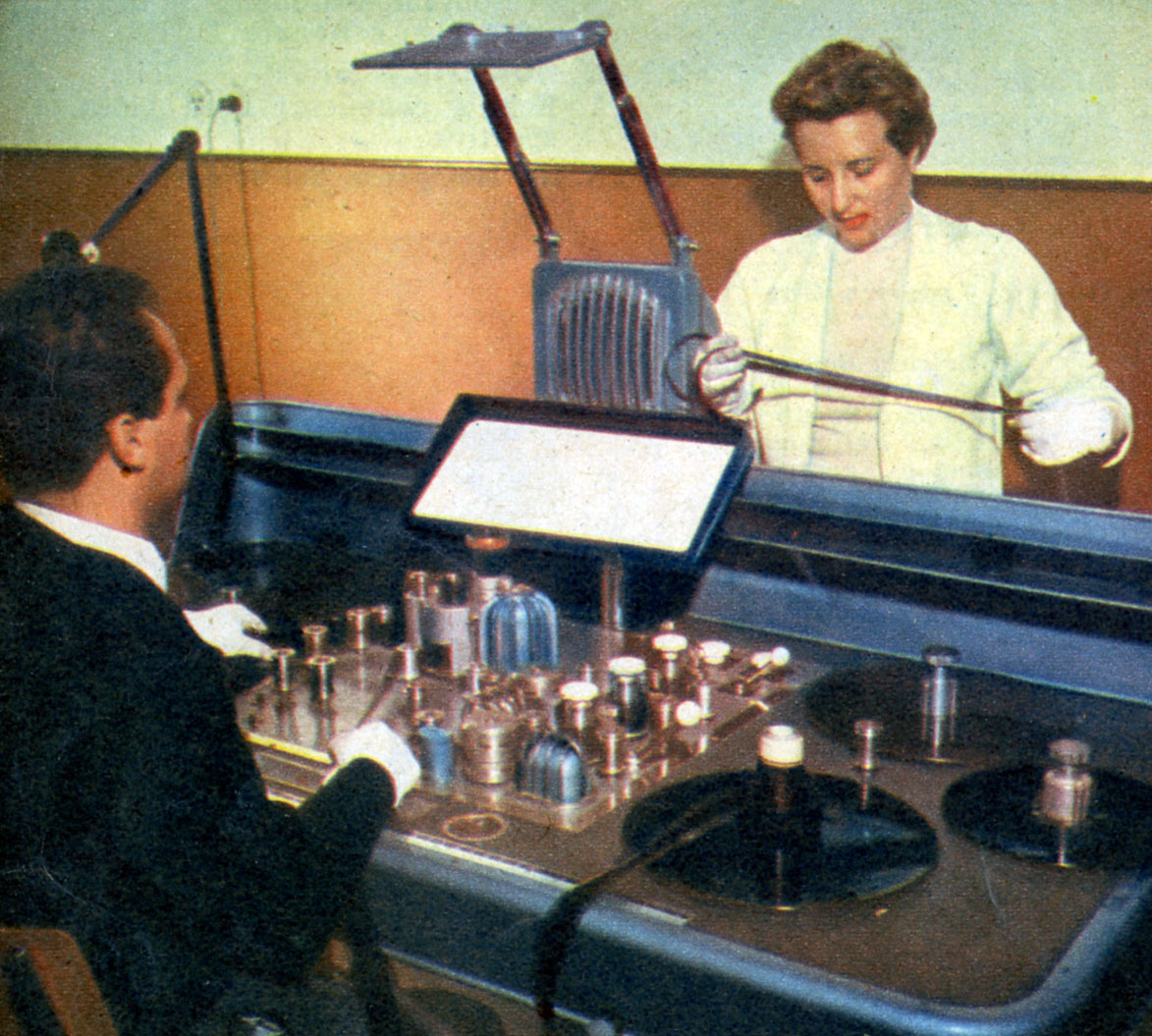
Nino Baragli con la moglie alla moviola Intercine

Pier Paolo Pasolini con alcuni collaboratori alla moviola Prevost

Le moviole orizzontali italiane Prevost, così come in seguito quelle prodotte da altre industrie cinematografiche come le tedesche Steenbeck e K.-E.-M. (Keller-Elektro-Mechanik), la francese Atlas, nonché quelle prodotte dalla stessa Moviola americana, si distinguono dal modello verticale per il fatto di utilizzare un prisma per la visione delle immagini invece che un gruppo a "Croce di Malta" come i proiettori. Questo meccanismo ideato da Attilio Prevost (1890-1954) permette di spostare la pellicola in modo continuo anziché intervallato e, al prezzo di una nitidezza lievemente minore, riduce il rumore e permette di visionare la pellicola fino a dieci volte la velocità nominale, riducendone anche l'usura.
Inoltre, rendono possibile l'uso di pellicole sia a 16 che 35 mm sulla stessa macchina e permettono di gestire colonne sonore multiple, a seconda del numero di piatti di cui è dotata ogni macchina.
Un altro vantaggio consiste nel fatto che è possibile caricare rulli di pellicola molto lunghi, anche di venti minuti, mentre una Moviola tradizionale carica al massimo 300 metri di pellicola, circa 11 minuti, visionabili con qualche difficoltà per via dell'assenza del trasporto ad alta velocità.
Tuttavia, alcuni montatori continuano a preferire la moviola verticale, tra cui Michael Kahn, famoso per il suo lavoro con Steven Spielberg. Poiché l'industria cinematografica è sì piuttosto conservativa, ma si muove verso una sempre più diffusa adozione dei sistemi digitali, può darsi che l'ultimo premio vinto con una Moviola sia stato l'Oscar per il miglior montaggio ottenuto da Kahn nel 2005 per Munich.

## Riconoscimenti
Mark Serrurier accettò un premio Oscar speciale per sé e per suo padre nel 1979. C'è una stella nella Hollywood Walk of Fame per Mark Serrurier per via del contributo della Moviola nel cinema.

## Tipi di moviola

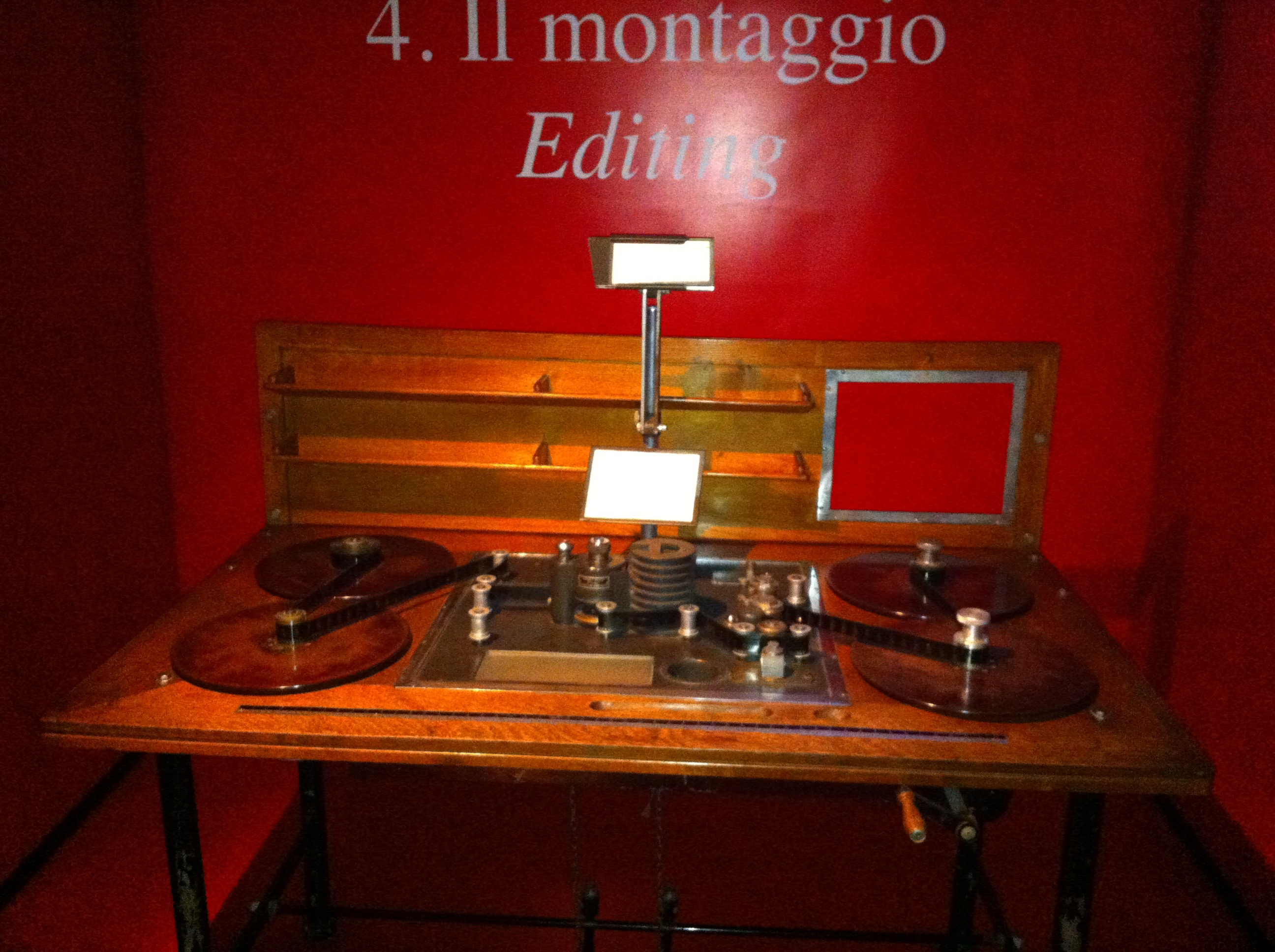
Moviola Prevost 35mm anni '30
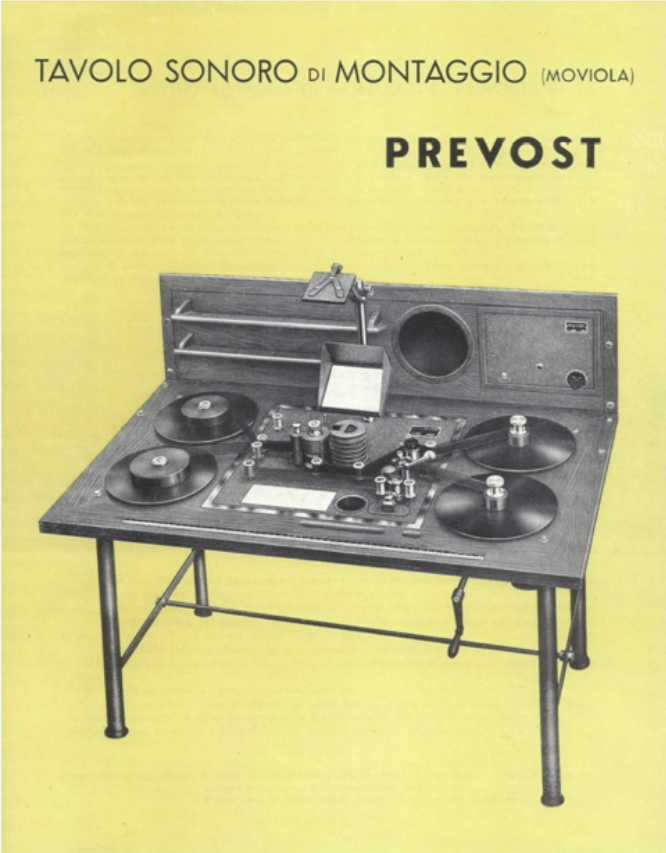
Moviola Prevost a 4 piatti
Moviola Prevost SC 16mm/6 piatti
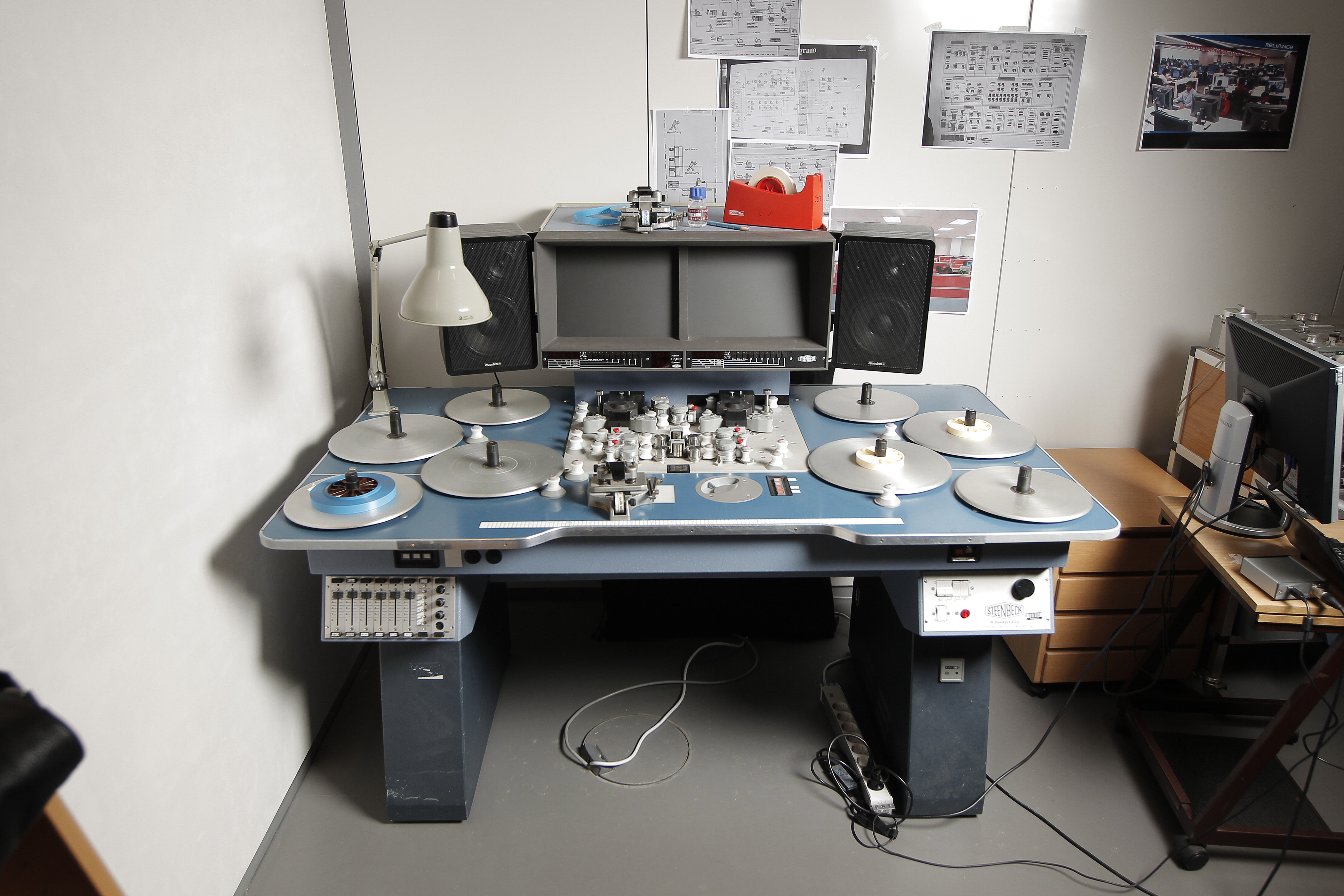
Moviola Steenbeck 8 piatti
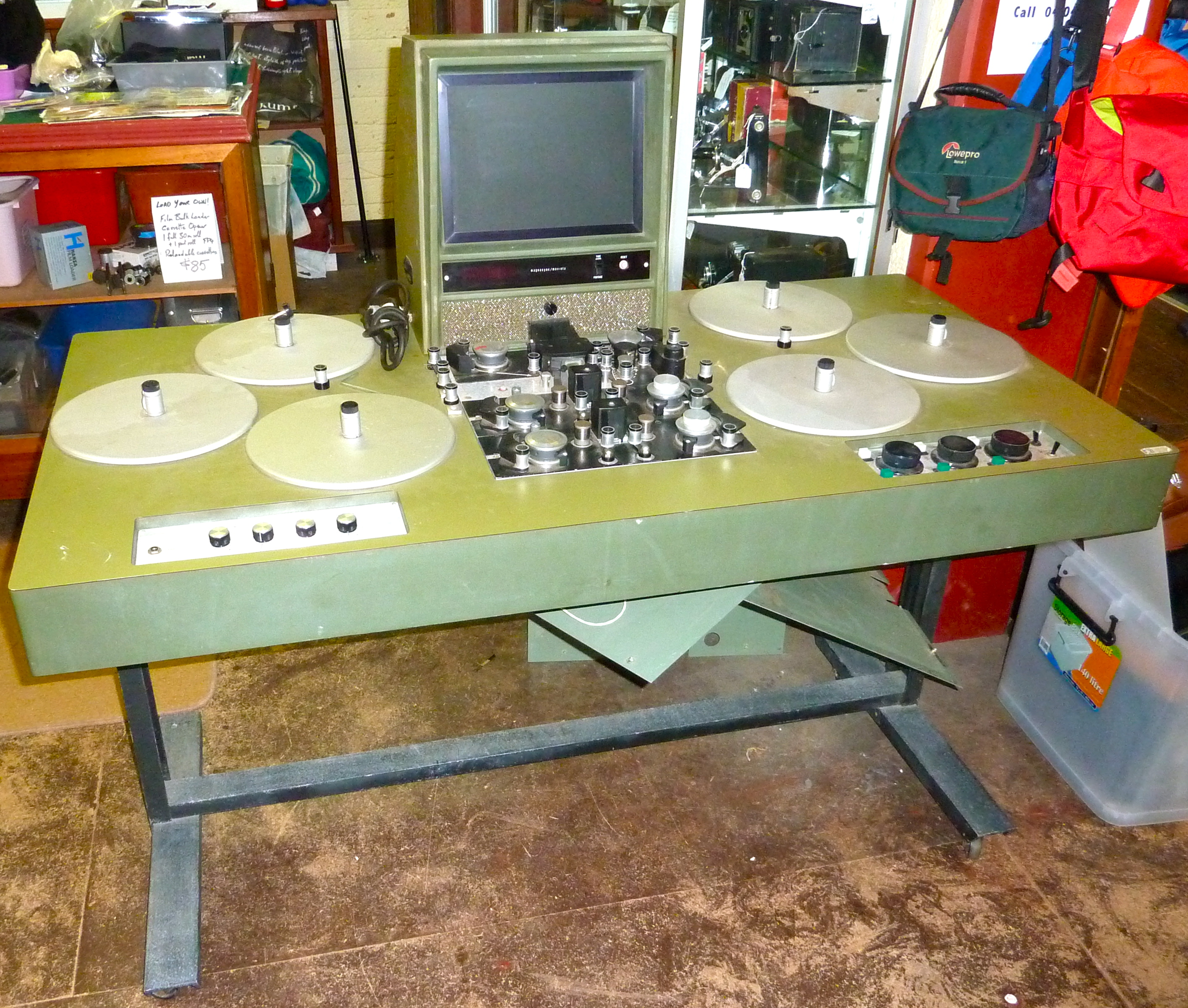
Altro tipo di moviola orizzontale a 6 piatti
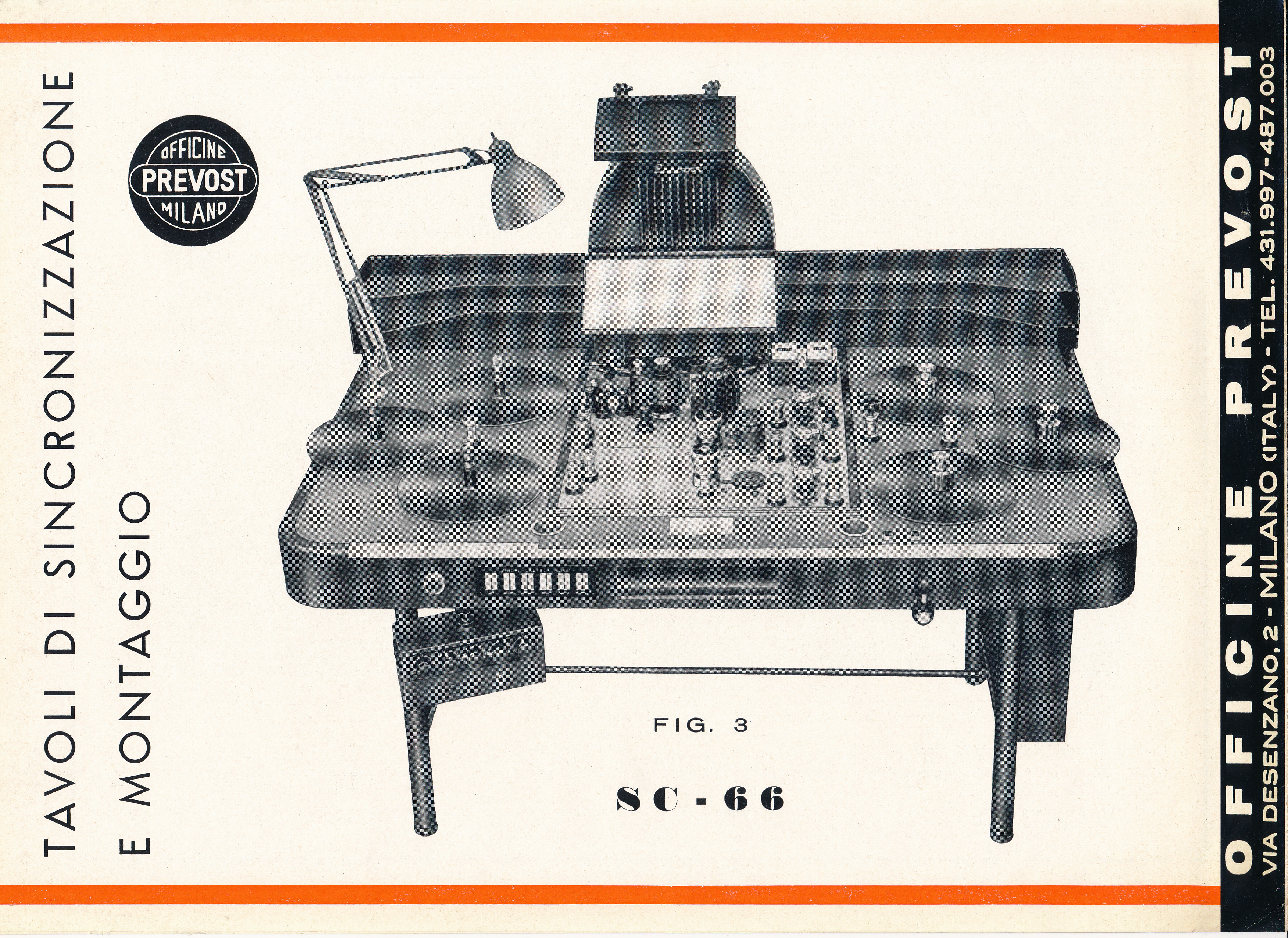
La rivoluzionaria moviola Prevost SC-66 bipasso 16 e 35mm con piano di lavoro ribaltabile (fine anni '50)